# Edgard Munguía
Edgard José Munguía Álvarez, más conocido como La Gata Munguía, (1947-1976) fue un revolucionario nicaragüense.
La Gata Munguía fue uno de los guerrilleros del Frente Sandinista de Liberación Nacional(FSLN) más carismáticos debido a su habilidad para disfrazarse. En la universidad estudió biología, fue actor y formó parte del primer presidente del Consejo Universitario de la Universidad Nacional Autónoma de Nicaragua (CUUN).

## Biografía
Edgard Munguía era hijo de Juan Munguia Novoa, abogado y poeta nicaragüense. Tuvo tres hermanos, Juan Álvaro Munguía Álvarez, Juan Ernesto Munguía Álvarez y Javier Munguía Álvarez y dos hermanas Elena Munguía Álvarez, Verónica Munguía Álvarez.
En los años sesenta del siglo XX, Edgard Munguía trabajó con Alberto Icaza (o Yacaza), hombre vinculado a las artes plásticas y al teatro en el que destacó como dramaturgo, escenógrafo y directo, fundador del grupo teatral “Atelier de Teatro Rubén Darío”. La dedicación de Munguía a las artes escénicas propició que en 1979, tras el triunfo de la revolución nicaragüense la sala experimental del Teatro Rubén Darío de Managua llevara su nombre.
Estudió hasta cuarto año de biología en la universidad de León y fue responsable de la Federación de Estudiantes Revolucionarios (FER) de León, la ciudad más influyente del país.
Edgard Munguía, se destacó en la lucha contra el régimen del dictador Anastacio Somoza Debayle en el ámbito estudiantil y universitario. Fue el primer presidente del Consejo Universitario de la Universidad Nacional Autónoma de Nicaragua (CUUN) por el Frente Estudiantil Revolucionario (FER) a cual había accedido en el IV Congreso en 1969. Ese año junto a otros compañeros (Filemón Rivera Quintéro “Macario”, Sínforoso Bravo “Danielito el Doctor”, Francisco Ramírez “Eulalio” y Crescencio Rosales “Denis”) realiza diversas tareas insurgentes en la montaña.
En 1970 Representó a Nicaragua en el Congreso Internacional de la Juventud Socialista de Nueva York, donde denunció la violación de los Derechos Humanos en Nicaragua. Como miembro suplente a la Dirección Nacional del Frente Sandinista de Liberación Nacional (FSLN) viajó a Chile, Cuba y Checoslovaquia.
En 1973 estuvo en Chile, cuando era presidente Salvador Allende, y luego viajó a Cuba, estando Fidel Castro Ruz en el Poder Ejecutivo, donde recibió entrenamiento militar con otros miembros militantes del Frente Sandinista de Liberación Nacional, para posteriormente pasar a la clandestinidad.
En 1975 forma parte de la estrategia de la lucha en la montaña, conformando la Brigada “Pablo Úbeda” (BPU), junto a Jacinto Hernández “Efigenio”, Francisco Rivera Quintéro “La paciencia”, “Rubén”, “El Zorro” y su hermano otro suplente de la Dirección Nacional del FSLN Filemón Rivera Quintéro “Macario”, que están bajo el mando de un cofundador del FSLN, el comandante Víctor Manuel Tirado López,“El Viejo” o “El Canoso”, Carlos Rafael Agüero Echeverría “Rodrigo” y Henry Ruíz Hernández “Modesto”.
El 21 de marzo de 1975, la Unidad de Combate “Luisa Amanda Espinoza”, dirigida por Edgard (“La Gata”) Munguía, compuesta por 12 mal armados guerrilleros que entre ellos estaban Juan Ramón Ramos (“Carmelo”, “El Indio Emilio”), Crescencio Rosales (“Denis”) y Filemón Rivera Quintéro (“Macario”), atacó el Cuartel de la Guardia Nacional (G.N.) en Río Blanco, un municipio en el Departamento de Matagalpa, Nicaragua, le prendieron fuego al comando de la Guardia Nacional (G.N.), lo ocuparon durante dos horas, reunieron al poblado y celebraron un mitin de concientización y denuncia de las elecciones fraudulentas, se habla de las injusticias al obrero y campesino, los robos al pueblo y la corrupción del genocida dictador general Anastacio Somoza Debayle.
El 13 de septiembre de 1976 a las diez de la mañana, la G.N. por un descuido de un colaborador, detecta el campamento donde se encuentra el comandante guerrillero Edgard (“La Gata”) Munguía (Compañero “Venturón”) y muere en combate en “El Ocote”, en Yaosca Norte, Jocote Tuma en el departamento de Matagalpa.
Es relevante su frase sobre los héroes, que dice: 

Los verdaderos héroes no son los que esperan vivir de la revolución, los verdaderos héroes son los que dieron la vida por la libertad y la revolución.

Edgard (“La Gata”) Munguía, es un héroe sandinista.